# Howard (Kansas)
Howard es una ciudad ubicada en el condado de Elk en el estado estadounidense de Kansas. En el año 2010 tenía una población de 687 habitantes y una densidad poblacional de 381,67 personas por km².

## Geografía
Howard se encuentra ubicada en las coordenadas 37°28′7″N 96°15′47″O / 37.46861, -96.26306 (37.468517, -96.263014).

## Demografía
Según la Oficina del Censo en 2000 los ingresos medios por hogar en la localidad eran de $25,822 y los ingresos medios por familia eran $28,365. Los hombres tenían unos ingresos medios de $24,886 frente a los $16,354 para las mujeres. La renta per cápita para la localidad era de $15,441. Alrededor del 14.5% de la población estaban por debajo del umbral de pobreza.